# Брумми

Местонахождение Бирмингема и близлежащих районов на карте Англии.

Брумми (англ. Brummie [ˈbrʌmi], также Brummy) — неформальное прозвище жителей Бирмингема, Англия, а также акцента и диалекта английского языка, на котором они говорят. Прилагательное brummie может использоваться для обозначения всего, что связано с Бирмингемом. Сам город местные жители называют «Brum». Слова brummie и Brum произошли от слов Brummagem и Bromwichham, исторических названий Бирмингема.

## Акцент
Акцент брумми — пример регионального акцента английского языка.
К известным носителям относятся комик Джаспер Кэрот, хип-хоп музыкант Майк Скинер, рок-музыканты Оззи Осборн (и остальные члены первого состава Black Sabbath), Рой Вуд, Джефф Линн (создатели Electric Light Orchestra), Роб Хэлфорд (Judas Priest), Марк Гринуэй (Napalm Death), Дэйв Пегг (Fairport Convention и Jethro Tull), радиоведущий Лес Росс, политик Клэр Шорт, писатель и боец SAS Джон «Брумми» Стоукс, а также множество актёров и актрис; Марта Хоу-Дуглас, Донналэй Бэйли, Николас Вудман, Сара Смарт, Джон Оливер и Райан Картрайт.
Брумми — не единственный акцент в графстве Уэст-Мидлендс, но тем не менее термин «брумми» часто ошибочно употребляется по отношению и к другим акцентам региона. Он сильно отличается от традиционного акцента соседнего графства Блэк-Кантри, однако современная мобильность населения немного смягчила различия. Например, комика Генри Ленни (уроженца Дадли), Дэниела Тейлора, Джули Уолтерс (уроженку Сметуика), актрису Джен Пирсон, комиков Фрэнка Скинера, Билла Одди и Адриана Чайлза часто считают носителями брумми, хотя это и не соответствует действительности.
Более того, мобильность населения в последние годы привела к тому, что брумми распространился даже в некоторые части муниципального района Солихалл. Тем не менее, большая часть графства всё ещё говорит со своим собственным акцентом, который близок к современному Received Pronunciation. Например, телеведущий и уроженец Солихалла Ричард Хаммонд не говорит с акцентом брумми, но его часто называют «брумми» из-за наличия в его акценте отдельных особенностей бирмингемского диалекта.
Акцент Бирмингема и Ковентри также имеют существенные различия, несмотря на малое расстояние между ними (от Бирмингема до Ковентри 27 км). Неподготовленному человеку, однако, трудно различить эти два акцента на слух, также как и англичанам трудно найти отличия между северноамериканскими, новозеландскими и австралийскими акцентами.
Как и другие региональные акценты английского языка, брумми схож и взаимопонимаем с Received Pronunciation, неофициальным стандартом произношения британского английского. Акцент телеведущей Кэт Дили обозначен в списке её агентства по озвучиванию как «RP/Birmingham».

### Произношение
| Фонема | брумми  | пример | перевод |
| ------ | ------- | ------ | ------- |
| /æ/    | [a]     | trap   | ловушка |
| /aʊ/   | [æʊ~æə] | mouth  | рот     |
| /əʊ/   | [ɑʊ]    | goat   | коза    |
| /ʌ/    | [ʊ]     | strut  | стойка  |
| /ʊ/    | [ʊ]     | foot   | ступня  |
| /ɔr/   | [ʌʊə]   | force  | сила    |

Акцент выражен в речи носителей неравномерно, многие в пределах Бирмингема говорят по-разному. Как и в большинстве городов, различия проявляются на границах районов города. То, что в Бирмингеме все говорят с одним акцентом — распространённый миф, не имеющий под собой оснований.
Существуют также различия с другим местным акцентом — акцентом графства Блэк-Кантри. Заметить их очень сложно, особенно тем, кто не живёт на территории графства Уэст-Мидлендс. Другим фактором, ограничивающим возможность различить акценты, также является малочисленность их носителей. Известный фонетик Джон Уэллс не смог выявить никаких отличий между двумя этими акцентами. Лингвист Урсула Кларк предположила, что отличием может быть произношение гласного звука в слове FACE: жители Бирмингема привыкли говорить /ʌɪ/, а жители Блэк-Кантри — /æɪ/. Она также зафиксировала, что в Блэк-Кантри распространено использование /ɪʊ/ там, где носители других акцентов предпочли бы /juː/ (new, Hugh, stew, и так далее).
Ниже представлены общие особенности акцента брумми. В речи отдельно взятого носителя не обязательно будет присутствовать каждая из них, к тому же некоторое особенности из списка используются не постоянно, а время от времени. Буквы, заключённые в скобки — [] — знаки международного фонетического алфавита. Произношение слов в кавычках («…») соответствует традиционному RP.
- Гласный в mouth ([aʊ] в RP) может звучать как [æʊ] или [æə];
- Гласный в goat ([əʊ] в RP) может звучать близко к [ɑʊ] («goat» звучит как gout);
- Безударный /i/ на конце слов, как, например, в слове happy, могут произнести как [əi]. Данная особенность замечена не у всех носителей;
- Буквы ng зачастую обозначают звуки /ŋɡ/ (в RP используется /ŋ/, как в singer — [siŋɡə]). Такое явление называется «Ng-coalescence»;
- Оба гласных звука в словах вроде strut и foot произноятся как [ʊ], что объединяет брумми с акцентами северной Англии. Такое явление называется «foot-strut split»;
- Большинство брумми предпочитают северноанглийское [a] в словах типа bath, cast и chance. Для старшей части населения более характерно южноанглийское [ɑː];[4]
- Гласные в словах price и choice иногда сливаются в единое [ɒɪ], и в результате слова почти рифмуются. Однако их произношение в брумми немного различается, в отличие от акцента Блэк-Кантри;
- В более консервативном брумми, слова вроде FORCE звучат с [ʌʊə], а слова типа PURE — с [uːə], и обе группы слов произносятся в два слога. В этом устаревшем варианте акцента слова paw, pour и poor произносятся по-разному: [pɔː], [pʌʊə], и [puːə]. В более современных акцентах все три слова звучат как [pɔː];[5]
- Безударное /ə/ на конце слов может быть реализовано как [a];
- В некоторых случаях озвончается /s/ на конце слов: bus звучит как [bʊz];
- Некоторые носители произносят r перед гласными (например, в crime или there is) как одноударный.

Аудиозаписи с речью носителей брумми с транскрипциями в формате SAMPA можно найти на сайте диалектов Collect Britain.
На основе анализа рифм и диалектизмов в работах писателя Уильяма Шекспира можно сделать вывод, что он писал на своём местном диалекте — архаичной форме брумми. Бирмингем и родной город Шекспира, Стратфорд-на-Эйвоне, оба находятся в графстве Уэст-Мидлендс на расстоянии 56 км друг от друга.

### Стереотипы
В 2008 году в Великобритании проводился социологический опрос, в ходе которого респондентов попросили связать интеллектуальные способности человека с его акцентом. Носители брумми оказались самыми глупыми, заняв последнее место в рейтинге и уступив даже немым. Данный факт — пример классического стереотипа, связанного с брумми.
В статье Birmingham English: A Sociolinguistic Study (Стивен Торн, 2003) брумми на основе нескольких опросов и академических исследований определяется как «самый нелюбимый англичанами вариант британского английского, не имеющий, однако, на то никаких причин». Иностранцы, по мнению учёного, напротив, хвалят акцент за его «весёлость и мелодичность», из чего исходит предположение, что акцент не любят из-за разнообразных языковых мифов и особых социальных факторов, типичных только для Великобритании. В качестве примеров таких факторов Стивен Торн указывает социальный снобизм, СМИ как источник негативных стереотипов, дурную репутацию Бирмингема и языковые различия севера и юга Англии. Примечательно, что среди всех северных акцентов именно брумми получает такую оценку.
Например, несмотря на богатую культуру и инновационное развитие Бирмингема, его промышленное прошлое (увековеченное на гербе города) привело к образованию множества стереотипов. Самый распространённый из них закрепился в языке: «Brummagem screwdriver» или «Brummie screwdriver» («бирмингемская отвёртка») означает «молоток» на британском молодёжном сленге.
Стивен Торн также приводит примеры негативного изображения брумми в СМИ и индустрии развлечений. Роли брумми на экране исполняют в основном актёры не из Бирмингема; в результате их акцент не соответствует реальному. К тому же, герои-брумми зачастую предстают сугубо отрицательными персонажами.
Многие стереотипы распространяются через рекламу. Журналист Лидия Стокдейл из Birmingham Post в своих статьях указывает на несколько примеров использования акцента брумми в озвучивании свиней в рекламных роликах. С акцентом брумми говорит свинья из рекламы Colman’s Potato Bakes, поросята-байкеры Ника Парка из рекламы Ангелов ада по заказу British Gas и «Свин-очиститель стёкол Дэйв» из рекламы на канале ITV. В 2003 году к рекламе банка Halifax с работником банка, бирмингемцем Говардом Брауном в главной роли, была создана альтернативная анимационная версия. В её озвучке использовался намеренно преувеличенный комический акцент брумми, на котором говорил специально приглашённый актёр — носитель кокни.

## Диалект
Стивен Торн в своей докторской диссертации, которую он защитил в Бирмингемском университете, определяет бирмингемский английский как «диалектную смесь наречий севера и юга Англии, Мидлендса, Уорикшира, Стаффордшира и Вустершира». В диалекте также присутствуют элементы языков и диалектов, которыми владеют члены азиатских и карибских диаспор, проживающие в данных графствах.
К традиционным выражениям диалекта относятся:
- Babby — вариант слова «baby»;
- Bawlin, bawl — плакать, реветь. Например: «She started to bawl'»;
- Cob — булочка (от сходства хлебных булок и мостового булыжника — англ. cobble);
- Gambol — перекат по земле (распространено в Уэст-Мидлендсе);
- Go and play up your own end — говорится детям, которые приходят на чужую улицу и разводят там шум и суматоху. Радиоведущий Малколм Стент назвал этой фразой свою автобиографическую книгу, в которой он повествует о своём детстве в Бирмингеме;
- Our wench — нежное обращение к сестре или жене. Происходит от слова wench, которое в XVI—XVII веках в английском языке означало «женщина»;
- The outdoor — уникальное для Уэст-Мидлендса обозначение бара, где продают спиртные напитки на вынос (или лицензии на продажу таковых);
- Pop — газированный напиток. Например: «Do you want a glass of pop?» (также распространено в других районах Англии)
- Snap — еда, приём пищи. Пример использования: «I’m off to get my snap» — равносильно «I’m leaving to get my dinner»). Также может относиться к консервным банкам наподобие тех, что использовали шахтёры — так называемым «snap tins»;
- Scrage — глубокая царапина, ссадина. Слово также может быть глаголом. Например: «I fell over and badly scraged my knee»;
- Suff — осушать стакан. Пример: «put it down the suff»;
- Throw a wobbly — разозлиться, нахмуриться;
- Trap — внезапно уйти, сбежать.
- Up the cut — вверх по каналу (используется не только в Бирмингеме);
- Yampy (чаще «dead yampy») сумасшедший, безрассудный, бесшабашный (в этом значении также используется слово «saft» - «yow big saft babbie»). Многие жители Блэк-Кантри считают, что слово «yampy» впервые начали употреблять в Блэк-Кантри, в Дадли и Типтоне. «Авторами» слова считают себя также жители Бирмингема и Ковентри.